# Стрий (річка)
Стрий — річка в Україні, в межах Самбірського, Дрогобицького та Стрийського районів Львівської області. Права притока Дністра (басейн Чорного моря).

## Опис

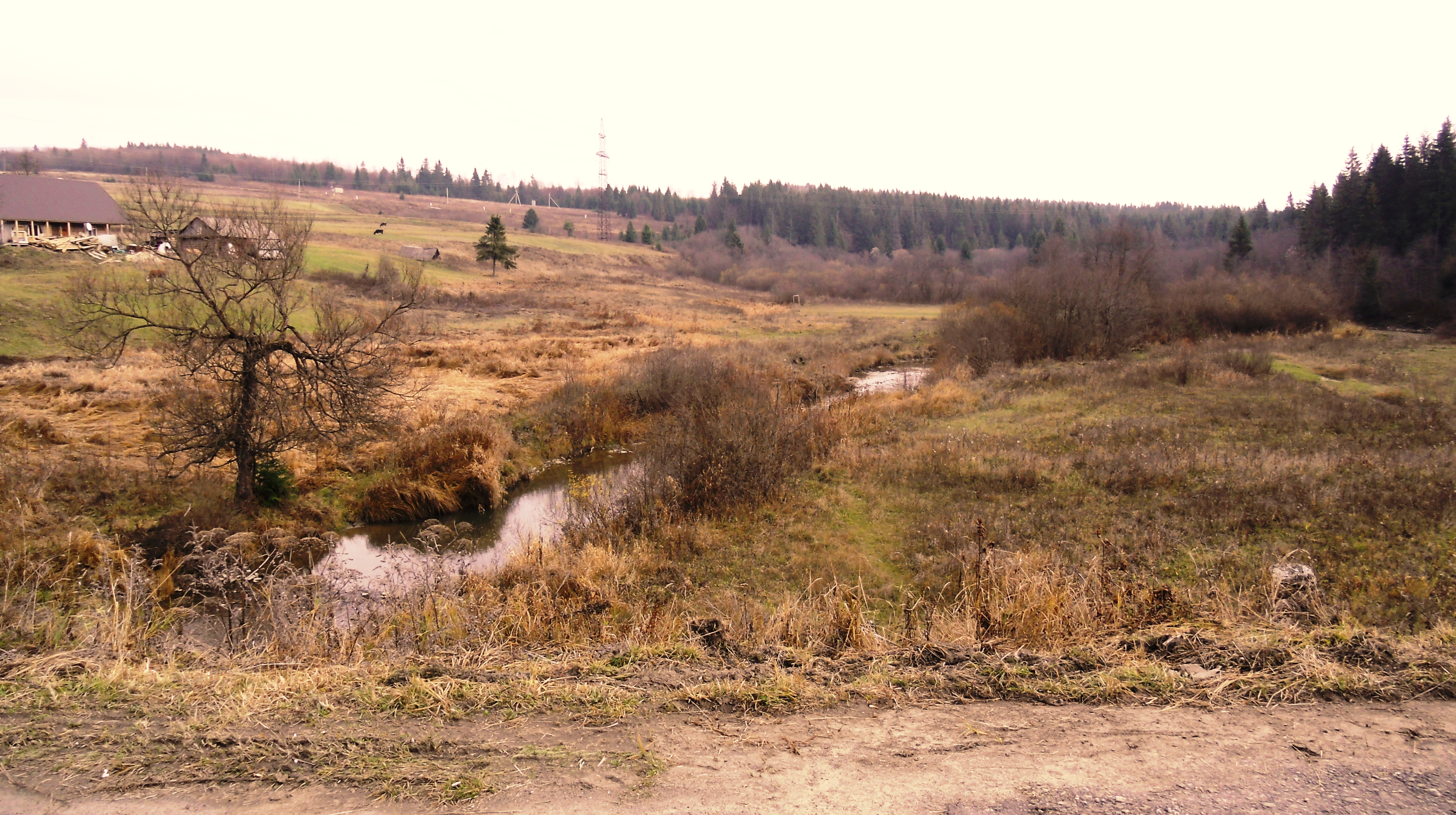
Річка Стрий біля с. Климець

Довжина річки — 232 км, площа басейну — 3060 км². Похил річки — 3,2 м/км. Річище дуже звивисте, часто розгалужене, на кам'янистих ділянках порожисте. Ширина річища до 30 м у верхній течії і до 150 м у пониззі. Середня глибина — 0,5—1 м, максимальна — 2,5—2,8 м. Швидкість течії — 0,1—2,0 м/с. У Карпатах річка має гірський характер і вузьку долину, по берегах ростуть хвойні та мішані ліси; у Передкарпатті річка має частково рівнинний характер. Заплава в середній і нижній течії двобічна, у пониззі подекуди заболочена.
Живлення дощове та снігове. Для річки характерні весняна повінь і літньо-осінні паводки (іноді взимку). Середня витрата води за 17 км від гирла — 45,2 м³/с, максимальна — 890 м³/с. Льодостав триває переважно з кінця листопада до середини березня.

## Розташування

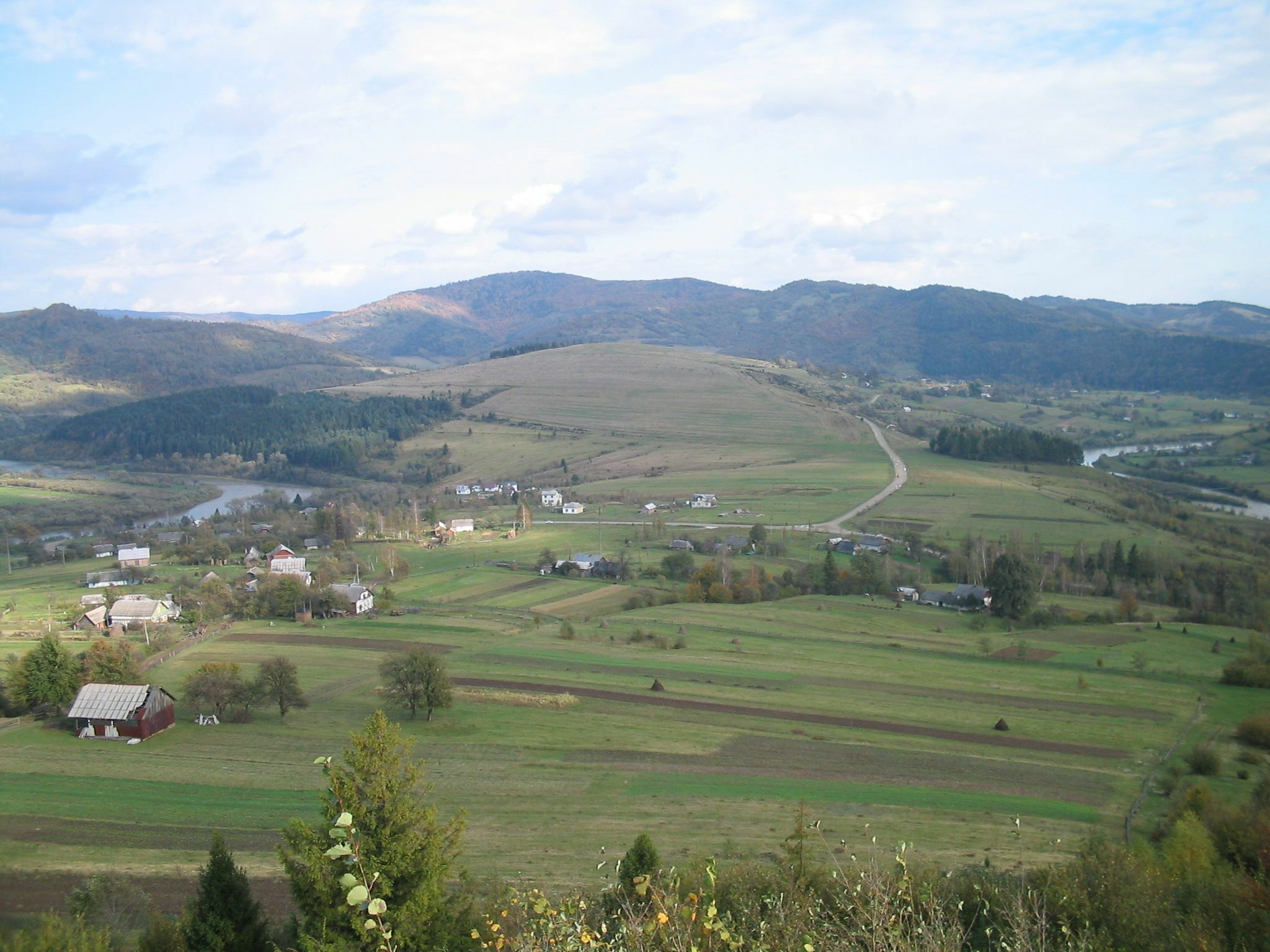
Стрий біля с. Рибника (ліворуч — тече на схід, праворуч — тече на захід)

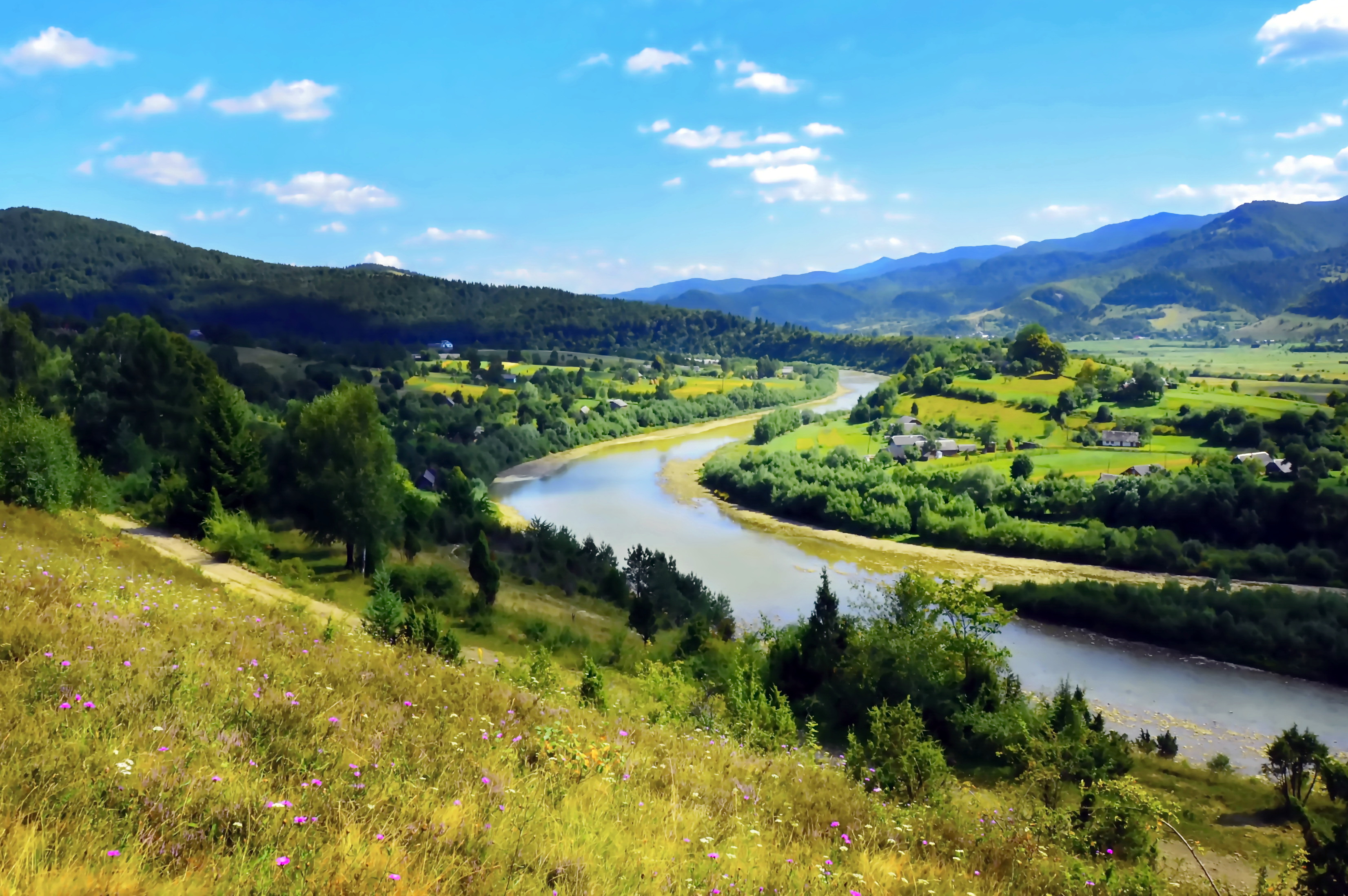
Стрий поміж горами та поміж селами Перепростиня і Рибник

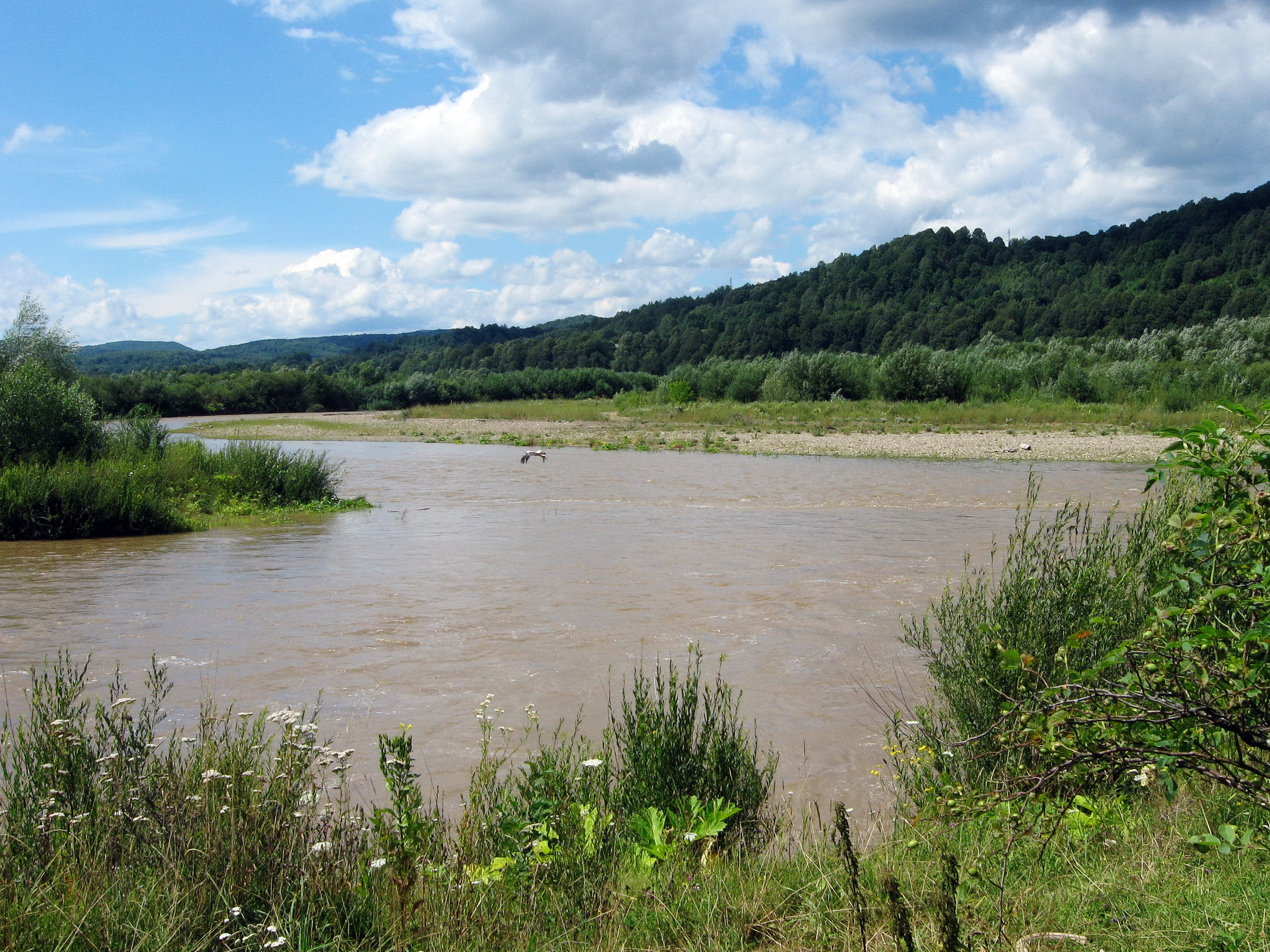
Місце злиття річок Опір (ліворуч) і Стрий

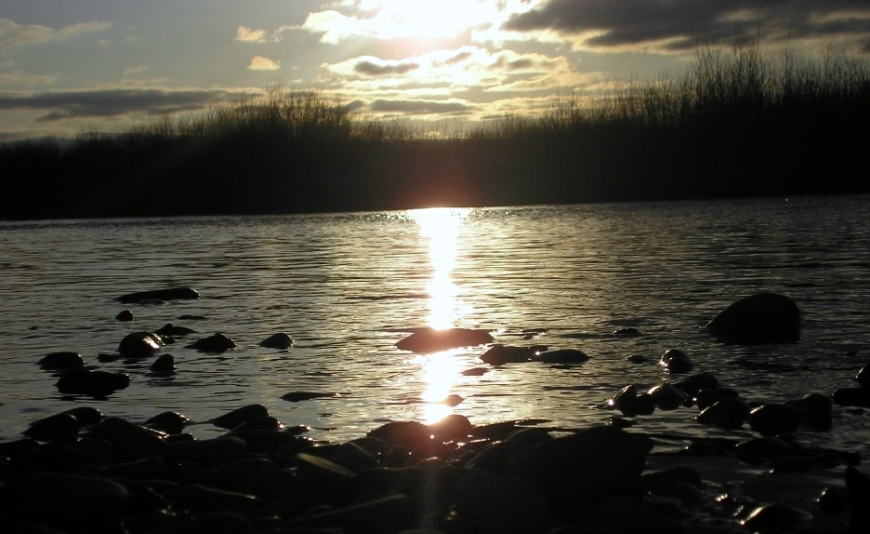
Річка Стрий вночі біля с. Гніздичів. Жидачівський район

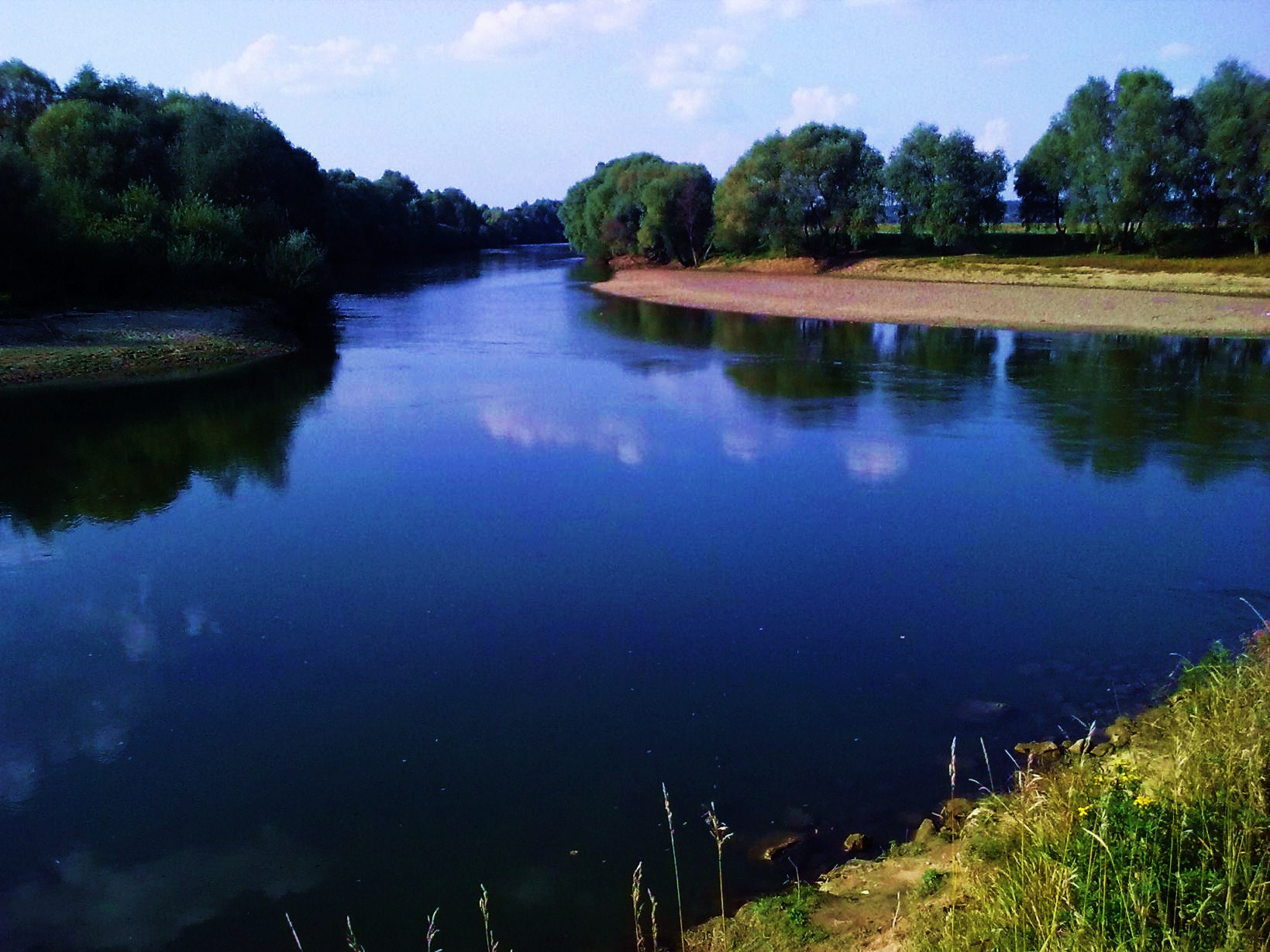
Місце злиття річок Стрий (ліворуч) та Дністер (праворуч) на захід від м. Ходорова

Стрий бере початок в Українських Карпатах між північно-західними схилами г. Явірник, що на Верховинському Вододільному хребті, та південно-східною частиною хребта Бердо. Тече спершу на захід, далі — на північ, північний схід, схід і південний схід, у середній і нижній течії — здебільшого на північний схід, у пригирловій частині — на схід. Впадає у Дністер за 10 км на схід від Жидачева поблизу моста на автодорозі М12.

## Притоки
- Найбільша притока — Опір.
- Інші притоки  — Сможанка, Гуснянка, Либохора, Гнила, Ропа, Завадка, Яблунька, Ясінка, Східничанка, Рибник, Крушельниця, Велика Річка, Стинавка, Жижава, Тейсарівка.

## Риба
У річці водяться такі види риб: форель, марена, харіус, головень, підуст, щука, окунь, верховодка, пічкур, бистрянка та інші.

## Населені пункти
Вздовж річки є багато населених пунктів, зокрема міста Турка, Стрий, Жидачів.

## Туристична привабливість
Віднедавна річка стала популярною серед туристів, які сплавляються на човнах і рафтах. Найпопулярніший маршрут — від гирла Опору, що біля с. Межиброди, до с. Розгірче, де розташований скельний монастир. На маршруті трапляється багато порогів, водовертей, кам'янистих перекатів і техногенних перешкод. Однак річка належить тільки до 2-ї категорії складності (з 6). Заняття рафтингом можна проводити, починаючи з водопілля в середині березня, але фактично високий рівень води тримається на річці майже до осені. Влітку на річці Стрий відбуваються змагання з водного туризму. 

## Цікаві факти
- Попри те, що в місці впадіння у Дністер річка Стрий повноводніша за нього, вона є притокою Дністра.
- Стрий місцями має дуже звивисте річище. Найцікавіші меандри вона робить біля села Рибник, де впродовж кількох кілометрів встигає текти на південь, на схід, на північ і на захід (далі річка знову повертає на південний схід і схід).
- Щодо назви річки існує така легенда: «Жили колись два потоки, два брати під горою Явірник. Старший був поміркований, розважливий, а молодший запальний, загонистий. Ніколи не думав, що завтра буде, аби лиш нині йому було добре. Якось вирішили брати помандрувати десь далеко, подивитися, який то світ там, на долах. Домовились вийти наступного дня на світанку. Старший каже: „Лягаймо, брате, спати, бо завтра вдосвіта треба вставати. Дорога далека, місця не знані“. А молодший йому: „Ти лягай собі, а я ще погуляю, подивлюся з гори, як сонечко йтиме на ніч спочивати“. І побіг, аж вітер за ним знявся. Спати ліг пізно, на тій горі, де сонце проводжав. Так міцно заснув, що й не чув, коли старший прокинувся. Той кликав його, шукав, а потім сяйнув йому здогад, що молодший, певно, сам пішов у мандри, не чекаючи його. Тоді й старший брат рушив у путь, вибираючи зручні місця, рівні долини поміж горами, загнув півколо аж попід Турку, далі завернув на Кропивник, Довге, Корчин… А тим часом молодший прокинувся, коли сонце було високо в небі, — а старшого брата нема. Зірвався і помчав навздогін просто через гори, нетрі та скелі, шумить, піниться. Ледве наздогнав старшого там, де він мав уже вибиратися на широку рівну долину. Вперся йому в правий бік, ухопився рукою, бо далі вже сам не мав сили йти. А звалися ті брати Стрий і Опір. Старший, спокійний — Стрий, а молодший, швидкий і бурхливий,— Опір. Брати Стрий та Опір мали родича, який називався Дністер. То вони до нього і поплили. А потім уже всі троє — аж туди, де збиралися води майже з усієї України,— до Чорного моря. Люди полюбили розважливого старшого брата, побудували над ним місто, і то не маленьке, — Стрий».